# Nelly Fišerová
Nelly Fišerová (23. června 1905 – 1941) byla československá šachistka.
Vyrůstala v Mladé Boleslavi, kde byla členkou šachového klubu Charousek a postupně se stala jednou z nejlepších československých šachistek. Byla proto vedením Ústřední jednoty československých šachistů nominována na Mistrovství světa v šachu žen 1937 ve Stockholmu, kde skončila společně s Monou May Karffovou na šestém a sedmém místě. 
Roku 1941 byla německými nacisty poslána v transportu do koncentračního tábora, kde zahynula.

## Výsledky na MS v šachu žen
| 1937 | 6. mistrovství světa v šachu žen | Stockholm | 8/14 | 6.-7. |